# صوفیان خدا
صوفیان خدا (انگلیسی: Sofiane Khadda؛ زادهٔ ۲۳ دسامبر ۱۹۹۱) بازیکن فوتبال اهل فرانسه است.